# Dorfkirche Schöneberg (Uckermark)

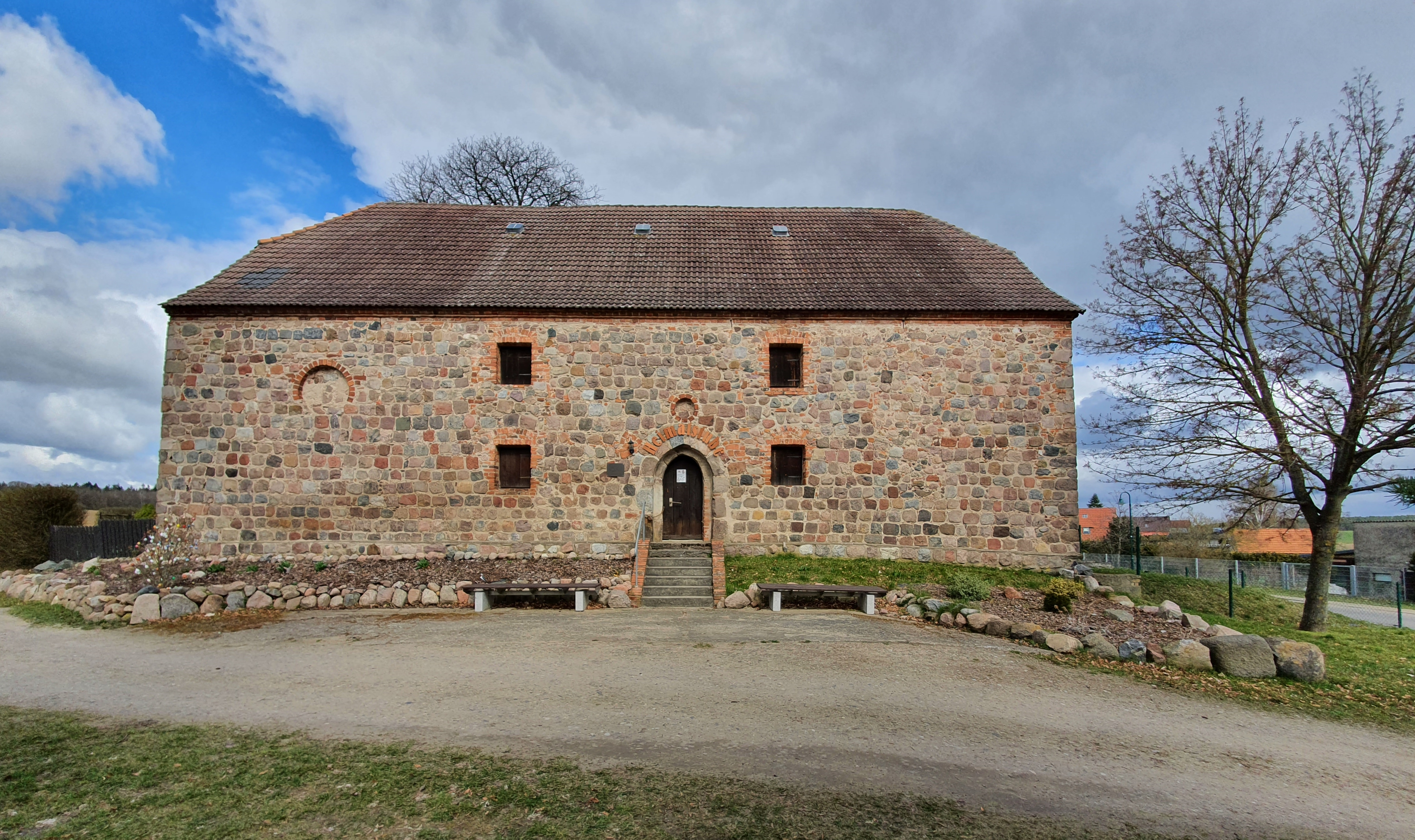
Südseite

Die frühere Dorfkirche Schöneberg ist ein säkularisiertes Kirchengebäude im Ortsteil Schöneberg der Stadt Schwedt  im Landkreis Uckermark des deutschen Bundeslandes Brandenburg.

## Architektur
Der Feldsteinkirche wurde in der zweiten Hälfte des 13. Jahrhunderts errichtet. Es war eine Saalkirche von 20 m × 10 m. Vermutlich hatte sie keinen Turm. Nach der Zerstörung des Dorfs im Jahr 1469 verfiel das Gebäude. 1729 ließ der  Vorwerksbesitzer Adolf Friedrich v. Buch-Stolpe die Kirchenruine zu einem Getreidespeicher umbauen. Dabei wurden die erhaltenen Außenwände repariert und mit neuen Fenstern versehen. Diese wurden auf die neue Funktion angepasst und sind insbesondere am Ostgiebel zu erkennen.

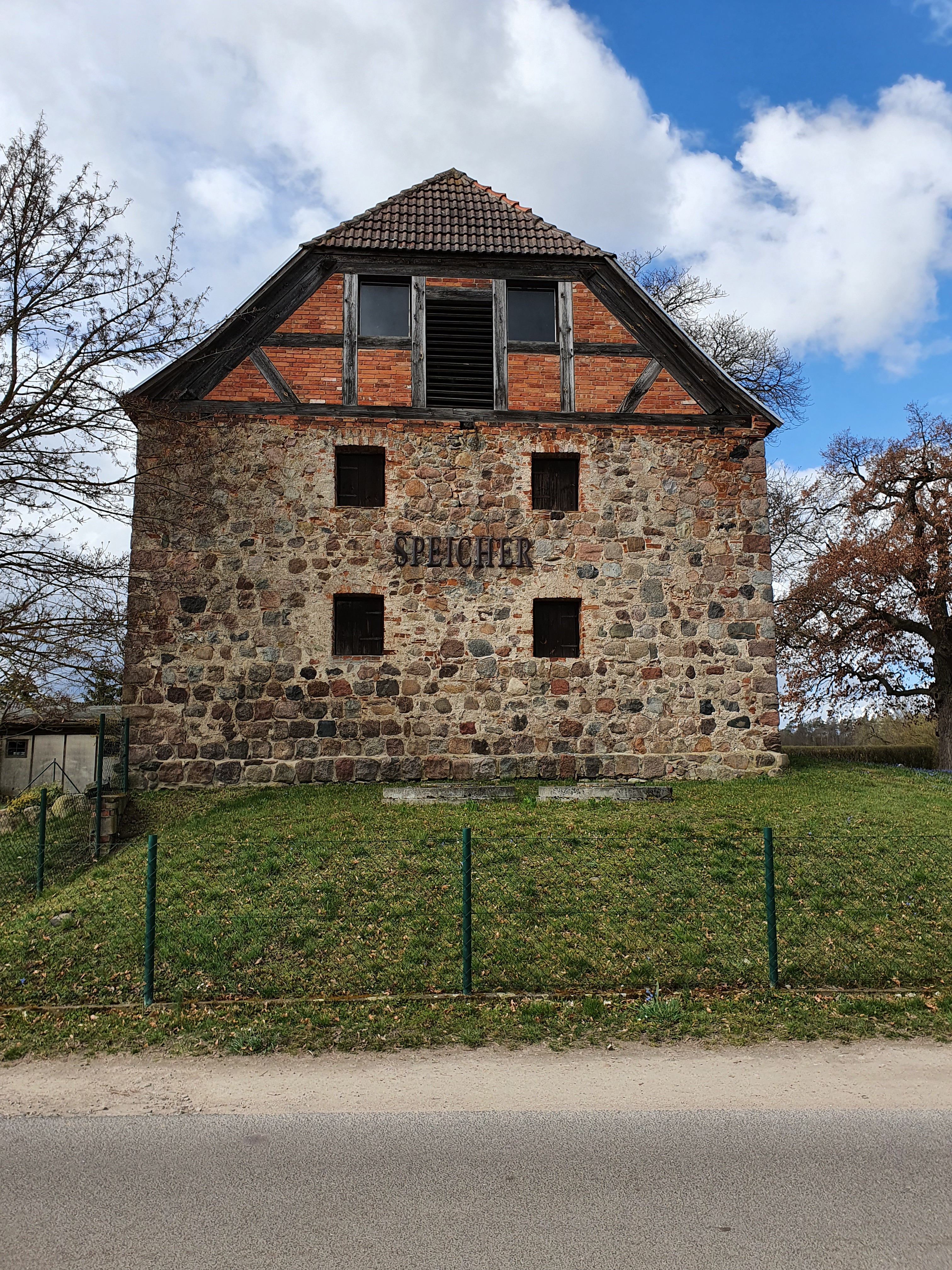
Ostgiebel

 Völlig neu entstanden damals die beiden Giebel, das Traufgesims und das Dachwerk. 1947 wurde eine Schrotmühle eingebaut, die bis 1983 in Betrieb blieb. In den Jahren nach 1990 wurde das Gebäude saniert und zu einem Heimatmuseum und einem Andachtsraum für Trauerfeiern auf dem umgebenden Friedhof umgebaut.